# Gziki (województwo kujawsko-pomorskie)
Gziki – wieś w Polsce położona w województwie kujawsko-pomorskim, w powiecie grudziądzkim, w gminie Radzyń Chełmiński. Miejscowość wchodzi w skład sołectwa Gawłowice.
W latach 1975–1998 miejscowość należała administracyjnie do województwa toruńskiego.